# Луговкин, Вячеслав Борисович
Вячесла́в Бори́сович Лу́говкин (род. 13 февраля 1968, Рыбинск, Ярославская область, СССР) — советский и российский футболист, полузащитник; тренер.

## Карьера

### Игровая
Карьеру начал в родном Андропове в 1985 году в команде второй лиги «Сатурн». В 1989 перешёл в ЦСКА. За главную команду провёл одну игру — 22 мая 1990 в гостевом матче 1/16 финала Кубка СССР с ферганским «Нефтяником» вышел на замену на 63 минуте. В 1991 сыграл одну игру за ярославский «Шинник», в следующем — 20 игр в высшей лиге. Следующие 3,5 года отыграл в «Ростсельмаше» — 2,5 сезона, 62 игры и 2 гола в высшей лиге. В середине 1996 года перешёл в тюменский «Динамо-Газовик», в следующем году провёл в команде, переименованной в ФК «Тюмень», 24 игры в высшей лиге. В 1998 году перешёл в тульский «Арсенал», не сыграл в команде ни одной игры, и в начале июля был выставлен на трансфер. Подписал контракт с клубом «Волгарь-Газпром» Астрахань, но через год из-за разногласий с главным тренером Энвером Юлгушовым написал заявление об уходе. Позже выступал за клубы «СКА-Звезда» Рыбинск (1999—2000, КФК), «Рыбинск» (2001—2002), «Автомобилист» Ногинск (2002). В 2003 году играл за свой последний профессиональный клуб — «Космос» Электросталь. В октябрьском матче против брянского «Динамо» вышел на поле без разрешения судьи и ударил рукой главного арбитра Николая Бычкова, за что получил 10 матчей дисквалификации.

### Тренерская
Работал массажистом (2007), тренером (2008) и главным тренером (сентябрь 2012) в клубе «Знамя Труда» Орехово-Зуево, тренером в раменском «Сатурне» (февраль — июнь 2012), главным тренером в училище олимпийского резерва № 5 города Егорьевска. Играл в чемпионате Рыбинска по футзалу за «Восход» в 2013 году, ветеранских соревнованиях.
В сезоне 2019/20 — тренер и главный тренер клуба «Химки-М». В 2021 году — тренер в команде «Знамя Труда». С 9 марта 2022 года по 2 декабря 2022 года — главный тренер клуба «Знамя» Ногинск. С февраля 2023 года — главный тренер клуба «Знамя Труда».

## Достижения
- Победитель Первого лиги: 1996